# درک دوگن
درک دوگن (انگلیسی: Derek Dougan; ۲۰ ژانویهٔ ۱۹۳۸ – ۲۴ ژوئن ۲۰۰۷) بازیکن فوتبال اهل ایرلند شمالی بود.
از باشگاه‌هایی که در آن بازی کرده‌است می‌توان به باشگاه فوتبال شامروک روفرز، باشگاه فوتبال بلکبرن روورز، باشگاه فوتبال پورتسموث، باشگاه فوتبال پیتربورو یونایتد، باشگاه فوتبال استون ویلا، باشگاه فوتبال ولورهمپتون واندررز، باشگاه فوتبال کترینگ تاون، و باشگاه فوتبال لستر سیتی اشاره کرد.
وی همچنین در تیم‌های ملی فوتبال ایرلند شمالی بی و ایرلند شمالی بازی کرده‌است.